# والت بودكو
والت بودكو (بالإنجليزية: Walt Budko)‏ مواليد 30 يوليو 1925 في بروكلين - الوفاة 25 مايو 2013، كان مدرب كرة سلة أمريكي ولاعب. بدأ مسيرته الاحترافية في سنة 1948. تم اختياره من قبل فريق بالتيمور باليتس خلال الدرافت. بلغ طوله 6 قدم 5 بوصة (2.0 م). اعتزل اللعب في 1952. لعب مع بالتيمور باليتس وغولدن ستايت ووريورز.

## روابط خارجية
- والت بودكو على موقع إن بي أي (الإنجليزية)
- والت بودكو على موقع سبورتس رفرنس (الإنجليزية)
- والت بودكو على موقع كلية كرة السلة في سبورتس رفرنس.كوم (الإنجليزية)
- والت بودكو على موقع ريلجم (الإنجليزية)
- والت بودكو على موقع بروبوليرز (الإنجليزية)
- والت بودكو على موقع سبورتس رفرنس (الإنجليزية)